# 優秀巫師賈斗心
《優秀巫師賈斗心》（韓語：우수무당 가두심），為韓國Kakao TV於2021年7月30日起播出的網路劇。是一部結合幻想與懸疑的愛情劇，講述背負巫師命運出生的少女賈斗心（金賽綸飾）和能夠看到惡靈的完美男學生羅宇秀（南多凜飾）突然進入彼此的生活後，被共同捲入神秘連環殺人案的故事。台灣由愛奇藝國際版播出。

## 演員陣容

### 主要人物
| 演員   | 角色   | 介紹 |
| 金賽綸 | 賈斗心 | 雖然想平凡的生活，但是無法隱藏"神祕能力"的18歲少女。面對奶奶在10年前沒能抓住的惡靈，必須親自對抗的命運前，雖然有些遲疑，但最終還是沒有逃走，繼續戰鬥。     |
| 南多凜 | 羅宇秀 | 長得好、家境也好，松永高中全校第一的媽.朋.兒。對於漸漸靠近從第一印象就吸引到自己的斗心感到非常驚慌。就這樣進入了斗心的世界，開始看見自己從未見過的新世界。 |

### 其他人物
| 演員   | 角色   | 介紹 |
| 文成根 | 景弼   | 大韓民國最厲害的名牌高中，松永高中的校長。                                                                       |
| 柳善皓 | 賢秀   | 10年前，由於學習成績不佳，死去後成為惡靈，但幸運的留在了人間。想見一次媽媽就離開... 充滿著怨恨的高中生靈魂。     |
| 裴海善 | 善心   | 斗心的母親，美女菩薩的2代菩薩。由於是血脈相連，神巫師才草率地繼承了妙心。                                        |
| 尹正勳 | 一南   | 雖然很早就懂事，但學習也放棄的很早，頭腦不靈的暖男。雖然嘴上每次都說宇秀很倒胃口，其實是非常喜歡宇秀的真正朋友。 |
| 李智媛 | 曹秀靜 | 斗心跟宇秀的同班同學，暗戀著外貌和成績出眾的宇秀。對與宇秀親近的轉學生斗心產生了奇妙的嫉妒。                     |
| 尹錫花 | 妙心   | 斗心的奶奶，是美女菩薩中的第1代菩薩。                                                                            |

## 各集標題
| 集數 （） | 標題                                                                  | 上線日期      |
| --------- | --------------------------------------------------------------------- | ------------- |
| 1         | 我不跟死去的人說話 전 죽은 사람이랑 얘기 안해요                       | 2021年7月30日 |
| 2         | 嘿,你,會看生辰八字嗎 어이. 너. 궁합도 보냐                            | 2021年8月6日  |
| 3         | 歡迎來到我的世界 나의 세계에 온 걸 환영해                             | 2021年8月13日 |
| 4         | 因為能看見鬼，所以有一個好處呢 귀신들 보이니까 좋은 거 하나 있네      | 2021年8月20日 |
| 5         | 為什麼要插手我的事? 내 일에 왜 끼어드는데?                            | 2021年8月27日 |
| 6         | 妳是我的未來嗎? 니가 내 미래냐?                                       | 2021年9月3日  |
| 7         | 大人們的想法有時就跟邪靈一樣 어른의 생각이 때로는 악령의 생각이네요   | 2021年9月10日 |
| 8         | 以後松永高中再也不會死人了嗎？ 이제 송영고에서 아무도 안 죽을 거라고? | 2021年9月17日 |
| 9         | 答應我，你會在我身邊 약속해줘, 내 옆에 꼭 있겠다고                    | 2021年9月24日 |
| 10        | 決定成為最後一名 꼴등이 되기로 결심했다                               | 2021年10月1日 |
| 11        | 因為我會救你 내가 널 살릴꺼니까                                       | 2021年10月8日 |

## 原聲帶[1]
- Part.1（發行日期：2021年8月13日）

| 曲序 | 曲目                | 演唱   | 时长 |
| ---- | ------------------- | ------ | ---- |
| 1.   | Run To You          | 權珍雅 | 3:45 |
| 2.   | Run To You（Inst.） |        | 3:45 |

- Part.2（發行日期：2021年8月20日）

| 曲序 | 曲目                    | 演唱            |
| ---- | ----------------------- | --------------- |
| 1.   | Dear My Nights          | Oh My Girl 勝熙 |
| 2.   | Dear My Nights（Inst.） |                 |

- Part.3（發行日期：2021年9月3日）

| 曲序 | 曲目                   | 演唱   |
| ---- | ---------------------- | ------ |
| 1.   | Forever Smile          | 柳善皓 |
| 2.   | Forever Smile（Inst.） |        |

## 外部連結
- Daum上《優秀巫師賈斗心》的資料